# Argyrodes delicatulus
Argyrodes delicatulus là một loài nhện trong họ Theridiidae.
Loài này thuộc chi Argyrodes. Argyrodes delicatulus được Tord Tamerlan Teodor Thorell miêu tả năm 1878.